# Laamaikahiki
Laamaikahiki (havajski Laʻa-mai-kahiki) bio je treći vladar havajskog otoka Kauaija.
Njegov je biološki otac bio poglavica Ahukai, a usvojio ga je Moikeha, koji ga je odveo na Tahiti.
Poslije se Laamaikahiki vratio na Havaje, a nakon smrti svog poočima, ponovno je otišao na Tahiti i umro ondje.
Na Havajima je oženio tri žene: Hoakanuikapuaihelu, Vaolenu i Mano. Njegov sin Ahukinialaa bio je četvrti vladar.
Moguće je da je imao ženu i na Tahitiju te da je bio predak tahićanskih kraljevskih obitelji.